# Anna Podhajska
Anna Jadwiga Podhajska z domu Wiśniewska (ur. 17 kwietnia 1938 w Gdyni, zm. 5 lutego 2006 w Gdańsku) – lekarz, profesor  nauk biologicznych, specjalistka w dziedzinie mikrobiologii, biologii molekularnej, biotechnologii i inżynierii genetycznej. Nauczyciel akademicki, ekspert w dziedzinie biotechnologii i animatorka życia naukowego Pomorza. Współzałożycielka Międzyuczelnianego Wydziału Biotechnologii Uniwersytetu Gdańskiego i Akademii Medycznej w Gdańsku (MWB UG-AMG) oraz założycielka Centrum Transferu Technologii w ramach Pomorskiego Parku Naukowo-Technologicznego w Gdyni.

## Droga życiowa i kariera naukowa
W 1955 ukończyła I Liceum Ogólnokształcące im. Mikołaja Kopernika w Gdańsku, w 1964 studia lekarskie na Akademii Medycznej w Gdańsku, po czym (w 1968) doktoryzowała się tamże w Zakładzie Mikrobiologii Lekarskiej, kierowanym przez prof. Stefana Kryńskiego. W 1970 podjęła pracę na Wydziale Biologii Uniwersytetu Gdańskiego u prof. Karola Taylora, który powrócił właśnie z długiego stażu u prof. Wacława Szybalskiego w USA. 

Wyjechała na stypendium do Instytutu Biologii Molekularnej w Genewie (1974–1975), a jesienią 1981 do amerykańskiego Laboratorium Badań nad Rakiem (McArdle Laboratory for Cancer Research) w Madison w stanie Wisconsin, do zakładu profesora Wacława Szybalskiego. Pierwszy pobyt trwał trzy lata, kolejne – coroczne przez kolejnych 10 lat – łączyły zajęcia w UG (jeden semestr) z pracą naukową w laboratorium prof. Szybalskiego (drugi semestr). Zajmowała się tam kilkoma zupełnie nowymi koncepcjami:
1. wykorzystanie dominujących negatywnych mutacji do hamowania zakażeń wirusowych. Wynikiem tych badań był patent (wspólnie z prof. Szybalskim) dotyczący zwalczania infekcji wirusowych, np. u roślin;
2. konstrukcja uniwersalnych enzymów restrykcyjnych;
3. konstrukcja wektorów sterowanych odwracalnym promoterem (an invertible promoter)

Efektem współpracy z prof. Szybalskim były liczne publikacje oraz staże naukowe polskich doktorantów w Madison, które zaowocowały kolejnymi doktoratami polskich naukowców, patentami i pracami naukowymi. 

Jej laboratorium w Gdańsku zajęło się zagadnieniem systemów restrykcyjno-modyfikacyjnych i było początkowo finansowane przez amerykańską firmę New England Biolabs.

W 1992 wraz z prof. Karolem Taylorem przygotowała koncepcję, a w następnym roku zorganizowała Międzyuczelniany Wydział Biotechnologii Uniwersytetu Gdańskiego i Akademii Medycznej w Gdańsku. W latach 1993–1996 była prodziekanem tego wydziału. Organizowała co roku Letnie Szkoły Biotechnologii (Było to nowym pomysłem w Polsce. Szkoły te były przez kilka lat finansowane przez takie  firmy jak Beckman czy Promega, Madison), doprowadziła do rozbudowy i wyposażenia wydziału w nowoczesny sprzęt laboratoryjny. 

16 grudnia 1996 uzyskała tytuł naukowy profesora. Od 1996 pełniła funkcję kierownika Katedry Biotechnologii Międzyuczelnianego Wydziału Biotechnologii UG i GUMed.

Była promotorem 81 prac magisterskich, 20 doktorskich i 2 habilitacyjnych (ukończonych).

## Praca naukowa
1. Właściwości i zastosowanie enzymów restrykcyjnych i modyfikacyjnych klasy IIS
2. Badania nad systemami restrykcyjno-modyfikacyjnymi bakterii, sinic w aspekcie taksonomicznym i ewolucyjnym
3. Diagnostyka molekularną chorób wirusowych, bakteryjnych i nowotworowych
4. Genetyczne i molekularne podstawy udziału protoonkogenów w powstawaniu nowotworów
5. Fotodynamiczna diagnostyka i terapia nowotworów
6. Badania nad hemolizynami z rodzaju Klebsiella
7. Technologia produkcji substancji biologicznie aktywnych dla przemysłu farmaceutycznego i kosmetycznego

## Działalność organizacyjna
- Finansowała swoje laboratorium z własnej produkcji enzymatycznej i biotechnologicznej.
- Była jednym z inicjatorów powstania Międzyuczelnianego Wydziału Biotechnologii Uniwersytetu Gdańskiego i Gdańskiego Uniwersytetu Medycznego.
- Była inicjatorką powołania Centrum Transferu Technologii (patrz link zewnętrzny ), którego zadaniem jest pośrednictwo w przedsięwzięciach komercyjnych, zapewniających pieniądze m.in. na zakup aparatury badawczej.
- Była inicjatorką założenia Pomorskiego Parku Naukowo Technologicznego w Gdyni (patrz link zewnętrzny: ), który umożliwia rozwój nowoczesnych technologii, w szczególności biotechnologii, ochrony środowiska, informatyki i wzornictwa przemysłowego.
- Była Wiceprezydentem międzynarodowego stowarzyszenia dla badań, nauki i innowacji w regionie Bałtyku - ScanBalt Network (patrz link zewnętrzny  (2002–2005)

## Udział w gremiach naukowych

### Rady naukowe
- Członek Rady Naukowej Instytutu Medycyny Morskiej i Tropikalnej w Gdyni (1992–2002)
- Członek Rady Naukowej Instytutu Surowic i Szczepionek (1996–2002)
- Członek Rady Naukowej Centrum Mikrobiologii i Wirusologii PAN w Łodzi (1999–2002)
- Członek Komitetu Biotechnologii przy Prezydium PAN (1996–1998 i 2002–2006)
- Wiceprzewodnicząca Rady Naukowej Biblioteki Gdańskiej PAN (2003–2006)

### Towarzystwa naukowe
- Polskie Towarzystwo Mikrobiologiczne
- Polskie Towarzystwo Genetyczne
- European Association of Pharma Biotechnology
- American Association for the Advancement of Science

### Grupy ekspertów i jury
- Przewodnicząca grupy ekspertów z dziedziny biotechnologii działającej przy Uniwersyteckiej Komisji Akredytacyjnej w Poznaniu (od 2001)
- Przewodnicząca Jury Konkursu L’Oreal dla Kobiet i Nauki; od pierwszej edycji w 2001 do 2005 r.

### Komitety redakcyjne czasopism fachowych
- Międzynarodowe czasopismo GENE
- Polskie Czasopismo Biotechnologiczne
- Acta Microbiologica Polonica
- Polish Journal of Cosmetology

## Nagrody i odznaczenia
- Kilkanaście nagród rektora UG za pracę badawczą i naukowo-wychowawczą w latach 1970–2000
- Udział w zespołowej nagrodzie I stopnia Naczelnej Organizacji Technicznej i tytuł Mistrza Techniki (1973)
- Nagrody ministra za pracę organizacyjną i badawczą w latach 1976, 1980, 1987
- Złoty Krzyż Zasługi (1987)
- Medal Komisji Edukacji Narodowej (1995),
- Krzyż Kawalerski Orderu Odrodzenia Polski (2000)[2],
- Nagroda I Kongresu Biotechnologii za osiągnięcia w dziedzinie komercjalizacji biotechnologii (1999),
- II lokata we francusko-europejskim konkursie-plebiscycie Fundacji Heleny Rubinstein Award (Firma l'Oréal w Paryżu) o tytuł Najlepsza Kobieta Naukowiec (2000)
- Medal Marii Skłodowskiej-Curie (2001)
- Tytuł Kobieta przedsiębiorcza - nadany przez Przegląd Techniczny (2002),
- Złota Żyrafa - nagroda za styl kreowania myśli technicznej (2002) Styl Życia,
- Złoty Medal na Międzynarodowej Wystawie Wynalazków INNOWACJE 2003 w kategorii Medycyna i Biotechnologia,
- Nagroda Ministra Nauki za międzynarodowe osiągnięcia wynalazcze 2004,
- Tramwaj im. prof. Anny Podhajskiej w Gdańsku[3][4]